# Cynomacrurus piriei
Cynomacrurus piriei är en fiskart som beskrevs av Louis Dollo, 1909. Cynomacrurus piriei ingår i släktet Cynomacrurus och familjen skolästfiskar. Inga underarter finns listade i Catalogue of Life.